# Jordan Hawkins
Pour les articles homonymes, voir Hawkins.
Jordan Dorrell Hawkins, né le 29 avril 2002 à Gaithersburg dans le Maryland, est un joueur américain de basket-ball. Il mesure 1,94 m et évolue au poste d'arrière.

## Biographie
Jordan Hawkins est le cousin de la joueuse de basket-ball Angel Reese.

### Carrière universitaire
Entre 2021 et 2023, il joue pour les Huskies du Connecticut à l'université du Connecticut. Il remporte le titre universitaire lors de sa deuxième année et inscrit 16 points lors de la finale face aux Aztecs de San Diego State.
Le 7 avril 2023, il annonce qu'il se présente à la draft 2023 de la NBA où il est attendu parmi les quinze premiers choix.

### Carrière professionnelle

#### Pelicans de La Nouvelle-Orléans (depuis 2023)
Le 22 juin 2023, il est choisi en 14e position par les Pelicans de La Nouvelle-Orléans lors de la draft 2023.

## Palmarès

### Universitaire
- Champion NCAA en 2023
- First-team All-Big East en 2023
- Big East All-Freshman team en 2022

## Statistiques

### Universitaires
| Saison    | Équipe      | Matchs | Titul. | Min./m | % Tir | % 3pts | % LF | Rbds/m. | Pass/m. | Int/m. | Ctr/m. | Pts/m. |
| --------- | ----------- | ------ | ------ | ------ | ----- | ------ | ---- | ------- | ------- | ------ | ------ | ------ |
| 2021-2022 | Connecticut | 27     | 4      | 14,7   | 35,3  | 33,3   | 82,1 | 1,96    | 0,52    | 0,33   | 0,33   | 5,81   |
| 2022-2023 | Connecticut | 37     | 37     | 29,4   | 40,9  | 38,8   | 88,7 | 3,78    | 1,27    | 0,70   | 0,51   | 16,16  |
| Carrière  | Carrière    | 64     | 41     | 23,2   | 39,6  | 37,6   | 87,2 | 3,02    | 0,95    | 0,55   | 0,44   | 11,80  |

### Professionnelles

#### Saison régulière
| Saison    | Équipe              | Matchs | Titul. | Min./m | % Tir | % 3pts | % LF | Rbds/m. | Pass/m. | Int/m. | Ctr/m. | Pts/m. |
| --------- | ------------------- | ------ | ------ | ------ | ----- | ------ | ---- | ------- | ------- | ------ | ------ | ------ |
| 2023-2024 | La Nouvelle-Orléans | 67     | 10     | 17,3   | 38,2  | 36,6   | 83,8 | 2,21    | 1,04    | 0,28   | 0,10   | 7,82   |
| 2024-2025 | La Nouvelle-Orléans | 56     | 9      | 23,6   | 37,2  | 33,1   | 81,6 | 2,80    | 1,20    | 0,50   | 0,40   | 10,80  |
| Carrière  | Carrière            | 123    | 19     | 20,2   | 37,6  | 34,8   | 82,6 | 2,50    | 1,10    | 0,40   | 0,20   | 9,20   |

#### Playoffs
| Saison   | Équipe              | Matchs | Titul. | Min./m | % Tir | % 3pts | % LF | Rbds/m. | Pass/m. | Int/m. | Ctr/m. | Pts/m. |
| -------- | ------------------- | ------ | ------ | ------ | ----- | ------ | ---- | ------- | ------- | ------ | ------ | ------ |
| 2024     | La Nouvelle-Orléans | 3      | 0      | 11,5   | 0,0   | 0,0    | 0,0  | 0,67    | 0,00    | 0,00   | 0,00   | 0,00   |
| Carrière | Carrière            | 3      | 0      | 11,5   | 0,0   | 0,0    | 0,0  | 0,67    | 0,00    | 0,00   | 0,00   | 0,00   |

## Records sur une rencontre en NBA
Les records personnels de Jordan Hawkins en NBA sont les suivants, :
| Type de statistique        | Saison régulière | Saison régulière          | Saison régulière  | Playoffs | Playoffs                  | Playoffs      |
| Type de statistique        | Record           | Adversaire                | Date              | Record   | Adversaire                | Date          |
| -------------------------- | ---------------- | ------------------------- | ----------------- | -------- | ------------------------- | ------------- |
| Points                     | 34               | @ Mavericks de Dallas     | 13 janvier 2024   | -        | -                         | -             |
| Paniers marqués            | 11               | @ Mavericks de Dallas     | 13 janvier 2024   | -        | -                         | -             |
| Paniers tentés             | 19               | 3 fois                    | 3 fois            | 2        | 2 fois                    | 2 fois        |
| Paniers à 3 points réussis | 7                | @ Nuggets de Denver       | 6 novembre 2023   |          |                           |               |
| Paniers à 3 points tentés  | 14               | 2 fois                    | 2 fois            | 2        | @ Thunder d'Oklahoma City | 24 avril 2024 |
| Lancers francs réussis     | 6                | @ Mavericks de Dallas     | 13 janvier 2024   | -        | -                         | -             |
| Lancers francs tentés      | 8                | @ Mavericks de Dallas     | 13 janvier 2024   | -        | -                         | -             |
| Rebonds offensifs          | 4                | @ Thunder d'Oklahoma City | 1er novembre 2023 | -        | -                         | -             |
| Rebonds défensifs          | 7                | @ Rockets de Houston      | 10 novembre 2023  | 1        | 2 fois                    | 2 fois        |
| Rebonds totaux             | 7                | 3 fois                    | 3 fois            | 1        | 2 fois                    | 2 fois        |
| Passes décisives           | 4                | 5 fois                    | 5 fois            | -        | -                         | -             |
| Interceptions              | 2                | 4 fois                    | 4 fois            | -        | -                         | -             |
| Contres                    | 2                | Nets de Brooklyn          | 2 janvier 2024    | -        | -                         | -             |
| Balles perdues             | 4                | @ Jazz de l'Utah          | 25 novembre 2023  | -        | -                         | -             |
| Minutes jouées             | 41               | @ Rockets de Houston      | 10 novembre 2023  | 5        | @ Thunder d'Oklahoma City | 24 avril 2024 |

- Double-double : 0
- Triple-double : 0

Dernière mise à jour : 21 novembre 2023